# Fritz Muliar

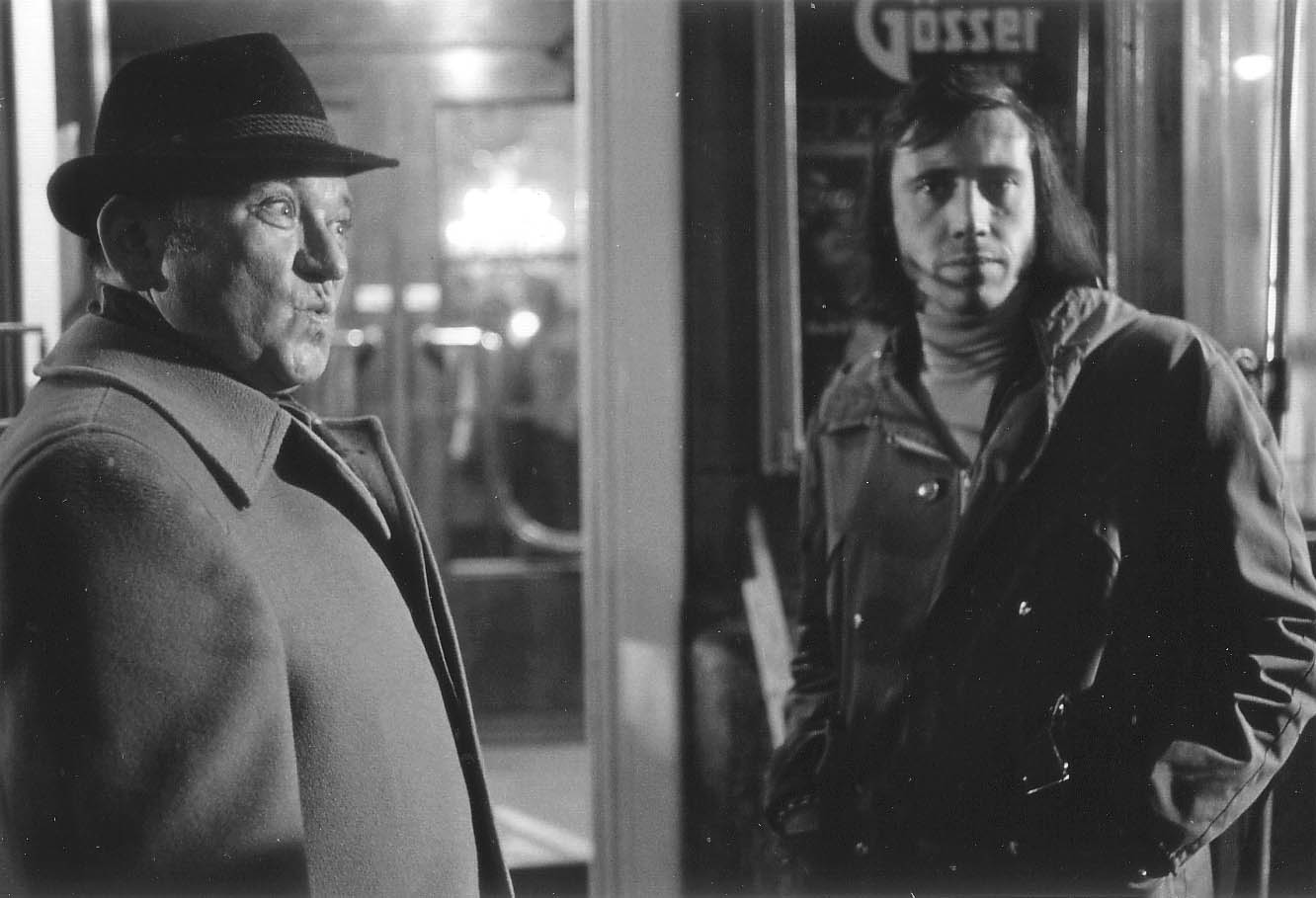
Fritz Muliar (links) als Oberinspektor Gruber beim Dreh der Folge „Das goldene Pflaster“ der TV-Serie „Der Kommissar“ (Wien, ca. 1974)

Fritz Muliar, gebürtig Friedrich Ludwig Stand (* 12. Dezember 1919 in Wien-Neubau; † 4. Mai 2009 in Wien-Alsergrund), war ein österreichischer Schauspieler Hörspielsprecher, Kabarettist und Regisseur.

## Familie
Fritz Muliar wurde am 12. Dezember 1919 als uneheliches Kind in einer Wohnung in der Kandlgasse 16 in Wien-Neubau geboren, am 22. Dezember 1919 auf den Namen Friedrich Ludwig getauft und wuchs in Wien-Neubau auf. Sein leiblicher Vater Josef Weichselbaum war ein Tiroler k.u.k. Offizier und Redakteur, der keinen Kontakt zu seinem Sohn hatte und sich später den Nationalsozialisten anschloss. Muliars Mutter Leopoldine „Lea“ Johanna Stand (1896–1977), die als Sekretärin bei der Oesterreichischen Kontrollbank arbeitete, stand den Sozialdemokraten nahe. 1924 lernte sie den ukrainisch-jüdischen Juwelier Moische „Mischa“ Leib Muliar (* 1894) kennen und heiratete ihn am 24. Februar 1924. Auf einen Magistratserlass vom 27. März 1924 hin wurde der Familienname von Stand auf Muliar geändert.
Infolge der Eheschließung seiner Eltern trat Muliar am 14. Juli 1925 aus der römisch-katholischen Kirche aus und trat mit 9. Februar 1938 wieder ein, während Mischa Muliar vor den Nazis über Paris in die USA floh und Leopoldine Muliar eine Scheidung anstrengte, um sich und Fritz vor den Nazis zu schützen. Nach zwei vollzogenen Ehen trat Fritz am 9. Oktober 1967 wieder aus der Kirche aus. Muliars Großeltern mütterlicherseits, Johann und Leopoldine Franziska Stand (geborene König), waren streng katholisch und deutschnationaler Gesinnung. Am 14. Februar 1946 heiratete er in Graz Gretl Doering, geborene Patteisky (1923–1997), die bereits aus einer früheren Ehe den Sohn Heinz (1941–2022) hatte. Aus der Ehe mit Gretl Doering hatte er ein Kind, den Sohn Hans (1946–1990). Hans Muliar war mit Doris, geborene Achammer (* 1952), verheiratet, mit der er den Sohn Markus (* 28. Juni 1976) hatte, und in zweiter Ehe mit Andrea, geborene Bendixen (* 1953); diese Ehe blieb kinderlos.
Nachdem seine erste Ehe mit Gretl Doering kurz zuvor gescheitert war, heiratete Fritz Muliar am 15. September 1957 in der Paulanerkirche in Wien-Wieden Franziska Kalmar (* 1. September 1929; † 8. April 2024), die erste Fernsehsprecherin Österreichs. Mit ihr hatte er die Söhne Alexander (* 1957) und Martin (* 4. Oktober 1960).
Muliars Enkel Markus gab 2015 das Buch Damit wir uns verstehen! heraus, in dem er Tagebuchauszüge und Briefe seines Großvaters aus dem Zweiten Weltkrieg veröffentlichte.
Muliar war Ensemblemitglied des Theaters in der Josefstadt und feierte 2006 sein 70-jähriges Bühnenjubiläum. Er lebte mit seiner Frau in Groß-Enzersdorf in der Nähe der Lobau bei Wien.
Muliar war aktiver Sozialdemokrat und unterstützte regelmäßig Wahlkampagnen der SPÖ. Er war ab 1959 Mitglied der Freimaurerloge Gleichheit und wurde 1966 in die Loge Libertas Gemina affiliert; 1970 war er Gründungsmitglied der Loge Zu den 3 Lichtern. Sein Sohn Hans Muliar war ebenfalls Freimaurer; ab 1968 Mitglied der Freimaurerloge Gleichheit und 1974 Gründungsmitglied der Loge Zur Wahrheit. Fritz Muliar war auch Mitglied im parteilosen und überreligiösen Österreichischen Pfadfinderbund.

## Karriere
Mit 16 Jahren beendete Fritz Muliar die Schule und begann ein Schauspielstudium am Neuen Wiener Konservatorium. Seine ersten kabarettistischen Auftritte erfolgten 1937 in Stella Kadmons Kleinkunstbühne „Der liebe Augustin“, später auch im „Simpl“, wo er allerdings, nach dem Anschluss Österreichs an das Deutsche Reich 1938, nur noch harmlose Opernparodien und Bauernschwänke spielen durfte. Nebenher arbeitete er als Vertreter für Babykosmetik, um Geld für den Lebensunterhalt (auch seiner Mutter) zu verdienen, nachdem der Stiefvater im März 1938 vor den Nazis in die USA geflohen war.
Im April 1940 wurde Muliar zur Wehrmacht eingezogen. 1942 saß er sieben Monate wegen Wehrkraftzersetzung und Betätigung zur Wiederherstellung eines freien Österreichs in Einzelhaft und wurde zum Tode verurteilt. Das Urteil wurde in eine fünfjährige Haftstrafe umgewandelt, die zur „Frontbewährung“ in einer Strafeinheit an der Ostfront ausgesetzt wurde. Das Kriegsende erlebte er in britischer Kriegsgefangenschaft.
1946 fing er als Sprecher bei Radio Klagenfurt der Sendergruppe Alpenland an, wo er seine spätere Frau Gretl Doering kennenlernte. Doering brachte ihren sechsjährigen Sohn Heinz mit in die Ehe, aus der kurze Zeit nach der Hochzeit Sohn Hans hervorging. Muliar arbeitete als Schauspieler und Regisseur in Graz bei „Der Igel – das kleine Zeittheater“. Er wechselte an das Steirische Landestheater, wo er sogar ein Angebot als Theaterdirektor hätte annehmen können.

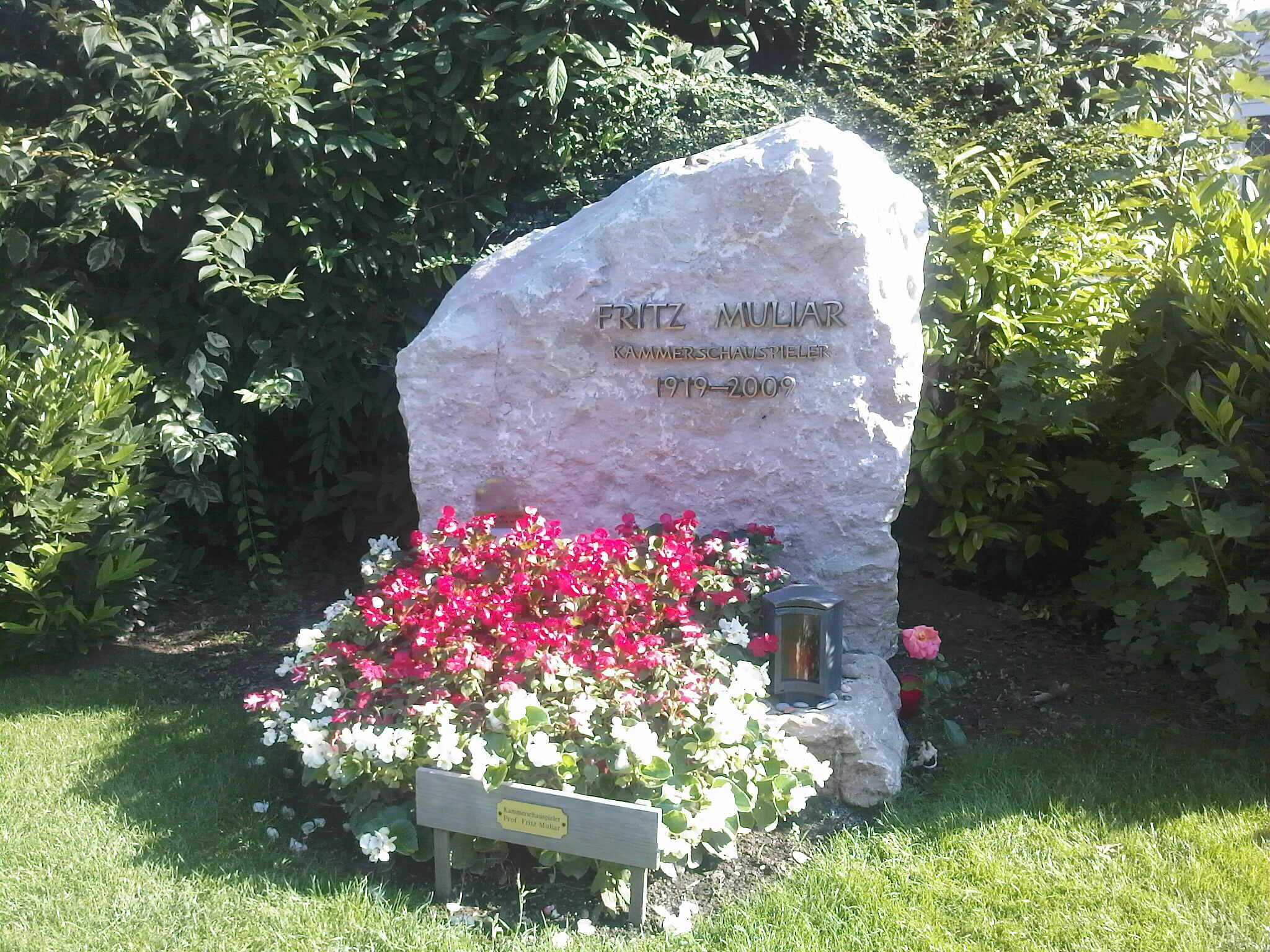
Ehrengrab von Fritz Muliar auf dem Wiener Zentralfriedhof (Gruppe 33G, Nr. 42)

Stattdessen kehrte er 1949 zurück nach Wien ans Raimundtheater, wo er als Operettenbuffo mit Größen wie Johannes Heesters und Marika Rökk auftrat, zeitweise aber auch als Conférencier im Nachtclub Moulin Rouge arbeitete. Von 1952 bis 1965 spielte er im Simpl an der Seite von Karl Farkas und Ernst Waldbrunn.
Muliars Debüt am Theater war 1957 der Schuster Knierim in Johann Nestroys „Der böse Geist Lumpacivagabundus“ (Regie: Gustav Manker) am Wiener Volkstheater. Der Kritiker Hans Weigel bescheinigte ihm einen „sensationellen Einbruch vom Kabarett in die Sphäre des Schauspiels“. Muliar blieb am Volkstheater und spielte 1958 den Steinklopferhannes in Ludwig Anzengrubers Bauernkomödie „Die Kreuzelschreiber“, ebenfalls in der Regie von Gustav Manker. 1960 folgte „Mann, Frau, Kind oder der Tod am Hochzeitstage“ von Nestroy, 1962 Nestroys „Eine Wohnung ist zu vermieten in der Stadt, eine Wohnung ist zu verlassen in der Vorstadt, eine Wohnung mit Garten ist zu haben in Hietzing“ an der Seite von Helmut Qualtinger und 1963 war Fritz Muliar als Kuppler Pandarus in Shakespeares „Troilus und Cressida“ mit Michael Heltau und Elfriede Irrall am Volkstheater zu sehen. 1963 spielte Muliar den Koch in Bertolt Brechts „Mutter Courage und ihre Kinder“ an der Seite von Dorothea Neff als Mutter Courage und wurde von Ernst Lothar als „einer der wenigen geborenen Tragikomiker“ und als „fast eine Entdeckung“ bezeichnet. Diese legendäre Aufführung (Regie: Gustav Manker), die als „Blockadebrecher-Premiere“ bezeichnet wurde, durchbrach den so genannten „Wiener Brecht-Boykott“. Danach wechselte Muliar ans Theater in der Josefstadt, ab Mitte der 1970er Jahre ans Wiener Burgtheater, ab 1994 wieder in der Josefstadt. In den Sommerpausen trat er regelmäßig bei den Salzburger Festspielen auf.
Vor der Kamera stand Muliar das erste Mal 1940, in dem Film Herz ohne Heimat mit seiner damaligen Partnerin Friedl Hoffmann und dem seinerzeit noch eher unbekannten Curd Jürgens.
Nach dem Krieg spielte er in mehr als 100 Fernsehfilmen und -serien mit. Daneben widmete er sich in vielen Vortragsabenden der Rezitation. Mit zahlreichen Schallplatten-, Rundfunk- und Bühnenprogrammen zum jüdischen Witz etablierte er sich überdies als äußerst populärer Interpret jüdischer Witze im deutschen Sprachraum.
Muliar galt als Volksschauspieler. Besonders gut konnte er Menschen darstellen, die jiddisch sprechen oder böhmakeln.
Am Sonntag, dem 3. Mai 2009, stand der 89-Jährige zum letzten Mal auf der Bühne der Josefstadt als Baron von Ciccio in Peter Turrinis Stück Die Wirtin nach Carlo Goldoni. In der darauffolgenden Nacht auf Montag verstarb er, nachdem er in seiner Wohnung zusammengebrochen und in das Allgemeine Krankenhaus der Stadt Wien gebracht worden war. Am 12. Mai 2009 wurde Fritz Muliar in einem Ehrengrab auf dem Wiener Zentralfriedhof (Gruppe 33G, Nr. 42) beigesetzt.
Im Jahr 2016 wurde in Wien-Liesing (23. Bezirk) der Muliarplatz  nach ihm benannt. Ende 2022 wurde in der Kandlgasse 16 eine Gedenktafel für Fritz Muliar enthüllt.

## Zitate
„Ich bin ein Darsteller des kleinen Mannes – ein jüdischer Bankier, das ist noch drinnen, den Othello muß ich nicht unbedingt spielen. Den Lear – nur in einer Musicalfassung.“

„Mit dem Aberglauben ist es auch so eine Sache: Ich habe noch keinen Menschen getroffen, der sein 13. Monatsgehalt zurückgegeben hat.“

## Rollen (Auswahl)
- „Dorfrichter Adam“ in Der zerbrochne Krug (Heinrich von Kleist)
- „Peachum“ in Die Dreigroschenoper (Bertolt Brecht, Kurt Weill)
- „Bankier Natter“ in Das weite Land (Arthur Schnitzler)
- 1964: „Richter“ im Kaukasischen Kreidekreis (Bertolt Brecht)
- 1968: „Sancho Pansa“ in Der Mann von La Mancha (Mitch Leigh u. a., nach Don Quijote von Miguel de Cervantes)
- 1971: „Kagler“ in der Operette Wiener Blut (TV-Verfilmung)
- 1972: „Schwejk“ in Die Abenteuer des braven Soldaten Schwejk (Regie: Wolfgang Liebeneiner; nach dem gleichnamigen Roman von Jaroslav Hašek)
- 1973–1977, 1983, 1988–1989: „Dicker Vetter“ in Jedermann (Hugo von Hofmannsthal, Salzburger Festspiele)
- 1975: „Samuel Leibowitz“ in Der Tag, an dem der Papst entführt wurde (João Bethencourt, Theater in der Josefstadt, Regie: Fritz Muliar)
- 1980–1982: „Emerich (Imre) Kelemen“ in Ringstraßenpalais (Fernsehserie des ORF)
- 1992: „Alter Mann“ in Sibirien (Felix Mitterer, Regie: Franz Morak)
- 1992: Minirolle in Muttertag – Die härtere Komödie (Regie: Harald Sicheritz)
- 1994–1998: „Max Koch“ in Kommissar Rex (Fernsehserie des ORF)
- 1995: „Hermann Löwy“ in Vermischte Gefühle (von Richard Baer, Theater in der Josefstadt, Regie: Franz Morak)
- 1996–2001: „Armer Nachbar“ in Jedermann (Hugo von Hofmannsthal, Salzburger Festspiele)
- 2004: „Papst Albert IV.“ in Der Tag, an dem der Papst gekidnappt wurde (João Bethencourt, Theater in der Josefstadt, Regie: Fritz Muliar)
- 2004: „Das Alter“ in Der Bauer als Millionär (Ferdinand Raimund, Volkstheater (Wien))

## Veröffentlichungen

### Druckwerke
- Damit ich nicht vergesse, Ihnen zu erzählen. Jiddische Geschichterln und Lozelachs. Matari, Hamburg 1967. Neuauflage: Der Apfel, Wien 2004, ISBN 978-3-85450-162-6.
- Streng indiskret! Aufgezeichnet von Eva Bakos. Mit 13 Zeichnungen von Rudolf Angerer. Zsolnay, Wien/Hamburg 1969.
- Jiddische Witze und Geschichten. Fontana, Hamburg 1973, DNB 577896652.
- Das Beste aus meiner jüdischen Witze- und Anekdotensammlung. 2. Auflage. Heyne, München 1974, ISBN 3-453-00387-X.
- Wenn Sie mich fragen … . Aufgezeichnet von Trude Marzik. Zsolnay, Wien 1972; Neuauflage zuletzt Zsolnay, Wien 1990, ISBN 3-552-02430-1.
- Die Reise nach Tripstrill und zurück. Nachwort von György Sebestyén. Verlag Mundus, Wien 1978, ISBN 3-85190-102-9.
- Österreich, wohin man schaut. Athenäum, Königstein im Taunus 1983.
- Liebesbriefe an Österreich. Ueberreuter, Wien 1986, ISBN 3-8000-3232-5.
- Nachwort zu William Novak und Moshe Waldoks: Das große Buch des jüdischen Humors. Athenäum, Königstein im Taunus 1982.
- An Herrn Bundespräsidenten Kurt Waldheim. In: Milo Dor (Hrsg.): Die Leiche im Keller. Dokumente des Widerstands gegen Dr. Kurt Waldheim. Picus, Wien 1988, ISBN 3-85452-205-3, S. 133 ff.
- Von A bis Z. Unaussprechliches ausgesprochen. Zsolnay, Wien 1989, ISBN 3-552-04140-0.
- Das ist mein Kaffee. Das Kaffeebuch für Genießer. Pichler, Wien 1994, ISBN 3-85431-101-X.
- Strich drunter: Bevor es wieder zu spät ist. 3. Auflage. Kremayr & Scheriau, Wien 1996, ISBN 3-218-00626-0.
- Das muss noch gesagt werden! Kremayr & Scheriau, Wien 1999, ISBN 3-218-00665-1.
- War’s wirklich so schlimm? Erinnerungen. Reihe Ein Bekenntnis (Band 4). Edition Va Bene, Wien 1994, ISBN 3-85167-027-2.
- Ein Urlaub bei Freunden? Edition Va Bene, Wien 2002, ISBN 3-85167-134-1.
- Melde gehorsamst, das ja! Meine Lebensabenteuer. Styria, Graz 2003, ISBN 3-222-13129-5.
- Denk ich an Österreich. Eine Bilanz. Autobiografie, Aufgezeichnet von Helmuth A. Niederle, Residenz, St. Pölten, Salzburg 2009, ISBN 978-3-7017-3142-8.

### Tonträger
- Der jüdische Witz. Dargeboten von Fritz Muliar, Preiser 1959.
- Kabarett aus Wien Nr. 31. Bonkes und Chalosches erzählt von Fritz Muliar, Preiser 1960.
- Fritz Muliar erzählt jüdische Witze. Preiser o. J.
- Damit ich nicht vergess’, Ihnen zu erzählen! Jüdische Witze. 2. Folge. Preiser o. J.
- Fritz Muliar erzählt zum 3. × Jüdische Witze. o. J.
- Fritz Muliar erzählt Witze, natürlich jüdische. o. J.
- Neue jüdische Witze und Geschichten. Live-Aufnahme. Philips 1968.
- Jiddische Witze und Geschichten. Fontana 1973.
- … da lachen nicht nur die Jidden. Live-Aufnahme, Fontana o. J.
- Fritz Muliar liest Alfred Polgar – Egon Friedell – Alexander Roda Roda. Preiser CD PR90011, 1999.
- Die Briefe des Menachem Mendel. Von Scholem Alejchem. Preiser CD PR90384, 1999.
- Sibirien. Von Felix Mitterer. Hörbuch. Preiser CD PR90538, 2002.
- Fritz Muliar und Michael Dangl: Besuch bei Mr. Green. Von Jeff Baron. Preiser CD PR90561, 2003.
- Fritz Muliar erzählt Geschichten von Roda Roda. Preiser CD PR90752, 2007.
- Vergessenes. Gelesen und gesungen von Ulrike Beimpold und Martin Muliar. Hrsg.: Markus Muliar. Mono Verlag, Wien, 2013, ISBN 978-3-902727-16-9.

## Auszeichnungen (Auszug)
- Ehrenzeichen für Verdienste um die Befreiung Österreichs
- Goldenes Ehrenzeichen für Verdienste um das Land Wien im Jahre 1969
- Ehrenmedaille des Österreichischen Rundfunks
- Österreichisches Ehrenkreuz für Wissenschaft und Kunst im Jahre 1970
- Goldener Rathausmann im Jahre 1970
- Berufstitel „Professor“ im Jahre 1975
- Verdienstkreuz des Verdienstordens der Bundesrepublik Deutschland I. Klasse im Jahre 1977
- Kainz-Medaille für den Peachum in Bert Brechts „Dreigroschenoper“ im Jahre 1978
- Nestroy-Ring im Jahre 1984
- Österreichisches Ehrenkreuz für Wissenschaft und Kunst I. Klasse im Jahre 1983
- Kammerschauspieler im Jahre 1985
- Goldenes Ehrenzeichen des Landes Steiermark im Jahre 1985
- Goldenes Ehrenzeichen des Landes Salzburg im Jahre 1989
- Benennung einer Straße in Groß-Enzersdorf nach Fritz Muliar im Jahre 1994
- Ehrenmitglied des Burgtheaters im Jahre 1995
- Ehrenmitglied des Theaters an der Josefstadt im Jahre 1996
- Ehrenring der Stadt Groß-Enzersdorf
- Ehrenring der Stadt Wien im Jahre 1999
- Kulturpreis Europa im Jahre 2001
- Großes Silbernes Ehrenzeichen für Verdienste um die Republik Österreich im Jahre 2002[21]
- Großes Goldenes Ehrenzeichen für Verdienste um das Bundesland Niederösterreich im Jahre 2002
- Platin Romy für sein Lebenswerk im Jahre 2004
- Ferdinand-Raimund-Ring 2008
- Ehrenbijouträger der Freimaurerloge „Zur Oberbergischen Treue, im Orient Gummersbach“

## Filmografie
- 1940: Herz ohne Heimat
- 1950: Kind der Donau
- 1951: Der Teufel führt Regie
- 1951: Der fidele Bauer
- 1951: So ein Theater! (Gangsterpremiere)
- 1952: Verlorene Melodie
- 1953: Einmal keine Sorgen haben
- 1953: Die Regimentstochter
- 1954: Wiener Herzen (Der Komödiant von Wien)
- 1955: Geheimnis einer Ärztin
- 1955: Der Kongreß tanzt
- 1956: Försterliesel
- 1956: Lumpazivagabundus
- 1956: Symphonie in Gold
- 1956: K. u. K. Feldmarschall
- 1957: Ober, zahlen!
- 1957: Lachendes Wien
- 1957: Wien, du Stadt meiner Träume
- 1957: Der Wilderer vom Silberwald
- 1957: Dort in der Wachau
- 1958: Man müßte nochmal zwanzig sein
- 1958: Heiratskandidaten
- 1958: Einmal noch die Heimat seh’n
- 1958: Der veruntreute Himmel
- 1959: Das Nachtlokal zum Silbermond
- 1959: Der Fall Pinedus
- 1960: Kriminaltango
- 1960: Ich heirate Herrn Direktor
- 1960: Der brave Soldat Schwejk
- 1960: Mit Himbeergeist geht alles besser
- 1960: Ich heiße Robert Guiscard
- 1961: … und du mein Schatz bleibst hier
- 1961: Vor Jungfrauen wird gewarnt
- 1961: Auf den Straßen einer Stadt
- 1961: Die Abenteuer des Grafen Bobby
- 1961: Kauf Dir einen bunten Luftballon
- 1961: Nachsaison
- 1962: Das süße Leben des Grafen Bobby
- 1962: Professor Bernhardi
- 1963: Der komödiantische Herr Sebek
- 1963: Biedermann und die Brandstifter
- 1963: Der Bockerer
- 1964: Das hab ich von Papa gelernt
- 1964: Heirate mich, Chéri
- 1965: Das Protektionskind
- 1965: An der schönen blauen Donau
- 1965: 3. November 1918
- 1966: Ollapotrida
- 1966: Das Bohrloch oder Bayern ist nicht Texas
- 1968: Moos auf den Steinen
- 1969: Warum hab’ ich bloß 2x ja gesagt?
- 1969: Liebe durch die Hintertür
- 1970: Hier bin ich, mein Vater
- 1970: Frau Wirtin treibt es jetzt noch toller
- 1970: Das Geld liegt auf der Bank
- 1970: Messerköpfe
- 1970: Die vertagte Nacht
- 1970: Der Feldherrnhügel
- 1971: Auf der grünen Wiese
- 1971: Wiener Blut
- 1971: Olympia – Olympia
- 1971: Mein Vater, der Affe und ich
- 1972: Die lustigen Vier von der Tankstelle
- 1972: Die Abenteuer des braven Soldaten Schwejk (Serie)
- 1972: Spiel der Herzen
- 1973: Der fidele Bauer
- 1973: Diamantenparty
- 1973: Abenteuer eines Sommers
- 1974: Hallo – Hotel Sacher … Portier! (Fernsehserie)
- 1975: Maghrebinische Geschichten
- 1976: Karl der Gerechte (Serie)
- 1977: Liebesgeschichten und Heiratssachen
- 1978: Das Love-Hotel in Tirol
- 1979: Wunder einer Nacht
- 1979: Moral
- 1981: Wie Böhmen noch bei Österreich war
- 1981: Ferry oder Wie es war
- 1982: An uns glaubt Gott nicht mehr
- 1983: Ringstraßenpalais (Serie)
- 1983: Waldheimat (1.13)
- 1984: Der Mörder
- 1986: Flucht ohne Ende
- 1986: Kir Royal – Karriere (Serie)
- 1987: Waldhaus (Serie)
- 1988: Heiteres Bezirksgericht (Serie)
- 1990: Die Kaffeehaus-Clique
- 1990: Roda Roda (Serie)
- 1990: Wenn das die Nachbarn wüßten (Serie)
- 1991: Sibirien
- 1991: wer lacht gewinnt (1.02) Stand-Up Comedy
- 1992: Muttertag – Die härtere Komödie
- 1995: Radetzkymarsch (Mehrteiler)
- 1997: Qualtingers Wien
- 1997: Ein Schutzengel auf Reisen
- 1994–1998: Kommissar Rex (Serie)
- 1999: Besuch bei Mr. Green
- 2000: Jedermann
- 2003: Der Bauer als Millionär
- 2003: MA 2412 – Die Staatsdiener
- 2004: Trautmann – Schwergewicht (Serie)
- 2007: Der Panther (Theater Wiener Kammerspiele)

## Hörspiele (Auswahl)

### Regie
- 1969: August von Kotzebue: Sorgen ohne Not und Not ohne Sorgen (Hörspielbearbeitung – ORF Wien)
- 1969: Eugen Gürster: Wetter für morgen veränderlich (Hörspielbearbeitung – ORF Wien)
- 1970: Karl Richard Tschon: Die Narren des Glücks (Sprechrolle: Erzähler) (Hörspielbearbeitung – ORF Wien)
- 1970: Karel Čapek: Der Heiratsschwindler (Sprechrolle: Vinzenz Plichta) (Hörspielbearbeitung – ORF Wien)
- 1971: Sheila Hodgson: Gewonnen (Hörspielbearbeitung – ORF Wien)
- 1974: Curt Goetz Die Bärengeschichte (Hörspielbearbeitung – ORF Wien)

### Sprecher
Die Ö1-Hörspieldatenbank und die ARD-Hörspieldatenbank enthalten zusammen (Stand: Juli 2025) für den Zeitraum von 1957 bis 2007 insgesamt 94 Datensätze, bei denen Fritz Muliar als Sprecher geführt wird. Einige Datensätze (Co-Produktionen und Übernahmen) sind in beiden Datenbänken aufgeführt.
- 1957: Raoul Martinee: Die Harfe. Musikalisches Hörspiel in drei Episoden (Conferencier) – Regie: Raoul Martinée (Original-Hörspiel – ORF Wien)
- 1958: Louis D'Alton: Gemachte Leute (Mathias) – Bearbeitung und Regie: Edwin Zbonek (Hörspielbearbeitung – ORF Wien)
- 1958: Max Frisch: Herr Biedermann und die Brandstifter (Sepp Schmitz) – Bearbeitung und Regie: Werner Riemerschmid (Hörspielbearbeitung – ORF Wien)
- 1960: Ferdinand Raimund: Die gefesselte Phantasie (Nachtigall, Harfenist aus Wien) – Bearbeitung und Regie: Otto Ambros (Hörspielbearbeitung – ORF Wien/BR)
- 1962: Johann Nestroy: Häuptling Abendwind (Häuptling Abendwind der Sanfte) – Regie: Kraft-Alexander zu Hohenlohe-Oehringen (Hörspielbearbeitung – ORF Wien/NDR/BR)
- 1963: Alfred Maria Willner,  Franz Reichert: Seinerzeit ausverkauft: Das Dreimäderlhaus (Christian Tschöll, Hofglasermeister) – Regie: Heinz-Günter Stamm (Hörspiel – BR)
- 1965: Bertolt Brecht: Das Verhör des Lukullus (Koch) – Regie: Friedrich Langer (Originalhörspiel – ORF Wien)
- 1967: Hellmut Butterweck: Das Wunder von Wien (Erzähler) – Regie: Heinz Hostnig (Hörspielbearbeitung – NDR/SR)
- 1969: Ödön von Horváth: Der jüngste Tag (Der Wirt "Zum Wilden Mann") – Regie: Ernst Wolfram Marboe (Hörspielbearbeitung – ORF Wien)
- 1969: Johann Nestroy: Freiheit in Krähwinkel (Bürgermeister und Oberältester) – Bearbeitung und Regie: Ernst Wolfram Marboe (Hörspielbearbeitung – ORF Wien)
- 1971: Otto Grünmandl: Das tapfere Schneiderlein und die große Revolution – Regie: Otto Grünmandl (Hörspielbearbeitung – ORF Vorarlberg)
- 1973: Felix Salten: Schöne Seelen. produziert während der Salzburger Festspiele (Posenbaum, Klavierspieler) – Bearbeitung und Regie: Klaus Gmeiner (Hörspielbearbeitung – ORF Salzburg/SFB)
- 1974: Karl Kraus: Die letzten Tage der Menschheit (45 Folgen) (Roda-Roda) – Regie: Hans Krendlesberger (Hörspielbearbeitung – ORF Wien)
- 1975: Franz Hiesel: Die gar köstlichen Folgen einer mißglückten Belagerung (Kolschitzky) – Regie: Hans Bernd Müller (Originalhörspiel – SFB/WDR/HR)
- 1978: Franz Hrastnik: Tod in Triest – Regie: Ferry Bauer (Hörspiel – ORF Oberösterreich)
- 1978: Oskar Zemme: Das Glück des Josef Meier (Lazarowitsch) – Regie: Ferry Bauer (Originalhörspiel – SFB/ORF Oberösterreich)
- 1980: Oskar Zemme: Heimweh nach der Fremde (Wessely) – Regie: Ferry Bauer (Originalhörspiel – FFB/Auftragsproduktion vom ORF Oberösterreich)
- 1980: João Bethencourt: Der Tag, an dem der Papst gekidnappt wurde (Samuel Leibowitz, Taxichauffeur) – Bearbeitung und Regie: Georg Kövary (Hörspielbearbeitung – ORF Niederösterreich)
- 1981: Gertrude Neuwirth: Der Nächste, bitte (Suder, Nachtportier) – Regie: Hans Krendlesberger (Hörspiel – ORF Wien)
- 1981: Hans Krendlesberger: Couchette (Schaffner) – Regie: Ferry Bauer (Originalhörspiel – ORF Oberösterreich)
- 1982: Henry Miller: Das Lächeln am Ende der Leiter (Henry Miller; August) – Regie: Götz Fritsch (Hörspielbearbeitung – ORF Wien)
- 1986: David Zane Mairowitz: Unerwünscht (Kracauer) – Regie: Norbert Schaeffer (Hörspiel – SFB/SR)
- 1991: Alfred Jarry: Ubu Roi (König Ubu) (König Wenzeslaus/Schatten) – Bearbeitung und Regie: Heinz Hostnig (Hörspielbearbeitung – BR/ORF Wien/NDR)
- 1992: Ingomar von Kieseritzky: Instruktion über eine Affaire (Swoboda) – Regie: Karin Bellingkrodt (Originalhörspiel, Kurzhörspiel – SFB/ORF)
- 1994: Werner Kofler, Antonio Fian: Comedy & Crime-Connection: Lombroso in Leibnitz oder Der afrikanische Bruder (Onkel Albert) – Regie: Götz Fritsch (Originalhörspiel – HR/ORF)
- 1996: Carl Zuckmayer: Der Gesang im Feuerofen (Castonnier, der Gastwirt) – Bearbeitung und Regie: Klaus Gmeiner (Hörspielbearbeitung – ORF Salzburg)
- 1997: Friedrich Bestenreiner: Hotel Magic Holiday – alles inclusive (Putzi) – Regie: Götz Fritsch (Originalhörspiel – ORF/MDR/SFB)
- 2005: Hans Lebert: Lebendige Vergangenheit: Die Wolfshaut (2 Teile) (Schmied) – Regie: Robert Matejka (Hörspielbearbeitung, Kriminalhörspiel – NDR/Deutschlandradio/ORF)
- 2006: Robert Wolf: Der Entropist (Entropist) – Regie: Götz Fritsch (Hörspielbearbeitung – ORF)
- 2007: Hellmut Butterweck: Aber wir werden es der Welt noch zeigen Regie: Götz Fritsch (Hörspiel – ORF)

Quellen: Ö1-Hörspieldatenbank und ARD-Hörspieldatenbank